# Зуи (Руднянский район)
Зуи — деревня в Руднянском районе Смоленской области России. Входит в состав Любавичского сельского поселения. Население — 22 жителя (2007 год). 
Расположена в западной части области в 9 км к юго-западу от Рудни, в 10 км южнее автодороги А141 Орёл — Витебск. В 7 км севернее деревни расположена железнодорожная станция О.п. 462-й км на линии Смоленск — Витебск. 

## История
В годы Великой Отечественной войны деревня была оккупирована гитлеровскими войсками в июле 1941 года, освобождена в октябре 1943 года.